# 大森玲子
大森 玲子（おおもり れいこ、本名同じ、1984年3月21日 - ）は、日本のタレント、歌手である。当初は本名で活動していたが、Eldie Media Worksに事務所移籍した際に「相原玲」（あいはられい）に改名。その後大森玲子名義に戻している。
北海道函館市出身、一時期東京暮らしを経て千葉県船橋市育ち。

## 来歴・エピソード
ホリプロ時代の芸名は本名の大森玲子（おおもり れいこ）。Eldie Media Works所属時代の芸名は相原玲。ホリプロ時代は休業期間を除きHiPメンバー。また、HiP内で「EARTH（Eri Ayana Reiko True Horizon）」という内部ユニットにも所属。当時の愛称は「れーこ」（本人は“れ→こ”という表記を好んでいた）。
1996年
第21回ホリプロタレントスカウトキャラバン「PURE GIRLオーディション」ピュアガール賞を受賞し、清純派アイドルとして芸能界入り。
『家政婦は見た!』シリーズのゲスト出演でドラマデビュー。
1998年
テレビアニメ『魔法のステージファンシーララ』（テレビ大阪ほか）のヒロイン役で声優を務め、同時に特徴的なアニメ声を生かして主題歌で歌手デビュー。また、この年は「EARTH（アース）」として写真集、DVD&ビデオも発売し、NTV『スーパージョッキー』で宣伝するなど当時流行のジュニアアイドルブームにおいてU-15タレントとして多忙を極め、“ポスト優香”と目されていた。
1999年
大阪・毎日放送ラジオで深夜の生放送番組に出演したことで、大阪府警がホリプロと毎日放送の社員を労働基準法違反の疑いで書類送検した。
この件に関してジャニーズ事務所所属の未成年タレントの深夜労働を合法化していたいわゆる「芸能タレント通達」（昭和63年7月30日基収355号）が、（歌手デビューもしていた）彼女には及ばないのは理不尽ということで一部からは批判も出ていたが、2000年（平成12年）4月13日に行われた「第147回国会 青少年問題に関する特別委員会 第5号」において、それに対する見解が示されている。
2000年
4月、高校進学を機に学業優先を理由として芸能活動を休止。2001年8月20日復帰、HiPを主体に活動再開。
2002年
9月16日放送TBS系『関口宏の東京フレンドパークII』で山口智充と来園したが、金貨0枚に終わった。
2003年
交際男性とのキス写真を週刊誌に掲載される。大森はこのプライベート写真流出をリベンジポルノと考えている。その後も地元でのヤンキー生活が暴露され、清純派のイメージが大きく傷ついた。
2004年
12月、ホリプロとの契約が終了（事実上の解雇）。
2005年
3月、Eldie Media Worksと契約、相原玲と改名し新たに活動をスタート。
2009年
Eldie Media Worksと4月との契約を終了し、バンド「Rainy UNGLEBUN」のRayとしての活動に専念。
2012年
7月29日、Rainy UNGLEBUNが解散。
2014年
ホリプロOBスタッフが設立した事務所「ファイブドアーズ」（現：ADS）に移籍し、芸名を元の大森玲子に戻して芸能活動を再開している。
2016年
7月8日放送TBS系『爆報! THE フライデー』に登場。バンド時代に入れたタトゥーの除去手術（青山セレスクリニックにて施術）や、「交際男性との現場写真を週刊誌に掲載」のことも扱われた。「現在の職業は水商売」と紹介されている。
2018年
11月28日、会社経営者と結婚。

## 出演・活動
2005年3月以前、2014年以降は「大森玲子」名義での活動。放送中のものには●マークを付する。

### テレビ
- てゆーか! （1997年9月29日 - 1998年3月27日、テレビ朝日）
- 家政婦は見た! （1997年10月16日、テレビ朝日）- 田辺あゆみ役
- 拝啓!!刑事プリ夫様（1998年、日本テレビ）
- DAIBAッテキ!! （1998年10月 - 1999年3月、フジテレビ）
- 恋ボーイ恋ガール（1999年4月 - 9月、フジテレビ系列）
- ナイトinナイト火曜日 おっちゃんVSギャル （1999年4月 - 9月、朝日放送） - レギュラー
- つるまげどん（2001年 - 2002年、毎日放送）
- どうぶつ奇想天外! （2001年10月 - 2003年9月、TBS） - レギュラー解答者
- 就球魂（2003年、日本テレビ）
- おすぎのシネバラ! （2004年4月 - 12月、スカイパーフェクTV!チャンネルNECO） - アシスタント
- ●HOT WAVE （第3週、テレ玉・チバテレビ・tvk）

### ラジオ
- かっぺー・れーこのぴゅあぴゅあ!あいらんど（1998年7月 - 10月、文化放送・ABCラジオ）
- 大森玲子のさて・サテ・サテライト（1998年10月 - 12月、衛星）
- 大森玲子のデジパラ（1998年12月 - 1999年3月、衛星）
- オレたちやってま〜す 金曜日（1999年4月 - 9月、MBSラジオ） - 先述のように諸問題により降板
- DJアッコのパニックスタジオ（録音・1999年4月 - 2000年3月、TOKYO FM） - 準レギュラー
- HiP HOP パラダイス（1999年9月 - 2000年4月、文化放送） - 活動休止による降板
- SUPER STAR QR 火曜日（2002年4月 - 10月、文化放送） - パーソナリティ
- アニメ特撮グランプリ（2005年4月 - 9月、bayfm）
- MOZAIKU NIGHT〜No.1 Music Factory〜（bayfm）
- JAM PUNCH! （bayfm）
- ARTIST JAM （FM PORT）
- ●MOOCS Indies Grand-Prix （2006年11月 - 、Niftyのネットラジオ「MOOCS STATION」）

### CD
シングル
1. La La La 〜くちびるに願いをこめて〜 （1998年4月29日、EMIミュージック・ジャパン）
アニメ「魔法のステージファンシーララ」主題歌
2. トランス・パランス （1998年6月24日、EMIミュージック・ジャパン）
アニメ「魔法のステージファンシーララ」挿入歌、「ファンシーララ」名義
3. 追伸 （1999年9月8日、EMIミュージック・ジャパン）
ワンダースワン用ゲーム「TERRORS」のエンディング曲
4. 夢のマント （2000年2月23日、EMIミュージック・ジャパン）
アニメ「ニャニがニャンだー ニャンダーかめん」主題歌

アルバム
1. グッと、も〜ニングっ! （1998年9月9日、EMIミュージック・ジャパン）
2. Wonderland （2000年3月23日、EMIミュージック・ジャパン）

サウンドトラック
1. 桃太郎電鉄 〜SOKOZIKARA〜 （1999年12月8日、東芝EMI）
収録曲の一つである「いつかどこかで」を歌唱。作詞：篠原ともえ、作曲：関口和之

- 上記の活動以外に、バンドPiNKS名義で一時活動していた（実兄mahが参加。兄のバンドanyの影響を強く受けており、楽曲はanyのコピーが主であった）。

### アニメ
- 魔法のステージファンシーララ（1998年4月 - 9月、テレビ東京） - 篠原みほ／ファンシーララ 役[8]
- カレイドスター（2003年4月 - 2004年3月、テレビ東京） - ジュリー 役

### 写真集
- EARTH （1998年、ワニマガジン、ISBN 4-89829-262-3） - 野村恵里×酒井彩名×大森玲子の3人による。その他ビデオがパイオニアLDCから、DVDがIMAGICAから発行されている。
- きのう、きょう、あした。（1999年、ワニブックス）
- 玲子図鑑（2002年、音楽専科社）